# F.F.B.
「F.F.B.」（エフ.エフ.ビー.）は、キングギドラのシングル。2002年4月10日にデフスターレコーズから発売。

## 解説
復帰第1弾シングルとして、「UNSTOPPABLE」と同時発売され、アナログ盤も同時発売されている。
収録曲の「F.F.B.」の内容に関して、「制作者の意図により、一部歌詞を掲載しておりませんが、ご了承ください。」との表記がされており、発売後にHIV患者への偏見があると抗議され、同発の「UNSTOPPABLE」収録曲「ドライブバイ」の内容も含め、両シングルの販売停止・回収という処分に至る。なお、歌詞に出てくる「Fast Food Bitch」の「BITCH」という語にも問題があるようである。販売停止後、同年4月27日、本作の収録曲と「UNSTOPPABLE」収録曲とを再構成したシングル「UNSTOPPABLE」として再発売された。アルバム『最終兵器』及び映像作品「最終兵器」では、「F.F.B.」は歌詞を変更し収録された。
「UNSTOPPABLE (オリジナル盤)」よりもこちらの方が売れたが、「速報!歌の大辞10」（午後8時台の番組）にランクインした際、なぜか「UNSTOPPABLE」が上位となりトップテン入り、こちらはトップテン以下（短くサビだけ流れる）となった。トップテン入りした「UNSTOPPABLE」に対して、3人がコメント出演した。

## CDの収録曲
| #         | タイトル                        | 作詞                          | 作曲      | 時間  |
| --------- | ------------------------------- | ----------------------------- | --------- | ----- |
| 1.        | 「F.F.B.」                      | ZEEBRA,K DUB SHINE            | INOVADER  | 4:06  |
| 2.        | 「平成維新 feat. 童子-T & UZI」 | ZEEBRA,K DUB SHINE,UZI,童子-T | DJ OASIS  | 4:20  |
| 3.        | 「夜明け」                      | -                             | DJ OASIS  | 1:42  |
| 4.        | 「F.F.B.」(Instrumental)        |                               |           | 4:06  |
| 5.        | 「平成維新」(Instrumental)      |                               |           | 4:20  |
| 合計時間: | 合計時間:                       | 合計時間:                     | 合計時間: | 18:34 |

## 楽曲解説
1. F.F.B.
2. 平成維新 feat. 童子-T & UZI
侍や忍者と言ったスタイルで、平成という時代で世の中を変えていくというメッセージを込めて制作された[2]。
Contains SamplesとしてDABOの「拍手喝采」、RHYMESTERの「ブラザーズ」、K DUB SHINEの「機能停止」がクレジットされている。
3. 夜明け
インスト楽曲。
4. F.F.B. (Instrumental)
5. 平成維新 (Instrumental)

## アナログ盤の収録曲
- SIDE. A
  1. F.F.B.
  2. F.F.B. (Instrumental)
  3. F.F.B. (Acappella)
- SIDE. B
  1. 平成維新 feat. 童子-T & UZI
  2. 平成維新 (Instrumental)
  3. 平成維新 (Acappella)